# 肖瑞平
肖瑞平，生物学家，北京大学教授、分子医学研究所所长，中国教育部第五批"长江学者"特聘教授。

## 生平
1984年和1987年先后获得同济医科大学医疗系医学学士、生理学系硕士学位，1995年获得马里兰大学医学院生理学系博士学位，曾在美国国家卫生研究院老年研究所从事博士后研究。
2003年至今，任北京大学分子医学研究所所长。

## 学术兼职
美国心脏学会中大西洋地区指导委员会委员、国际心脏学会（ISHR）理事、美国临床医学研究会成员。
担任《新英格兰医学杂志》副主编等多个杂志主编或副主编。